# Ovatipsa
Genre
Ovatipsa est un genre de mollusques gastéropodes de la famille des Cypraeidae (les « porcelaines »). L'espèce-type est Ovatipsa chinensis.

## Liste d'espèces
Selon World Register of Marine Species (29 septembre 2017) :
- Ovatipsa chinensis (Gmelin, 1791)
- Ovatipsa coloba (Melvill, 1888)
- Ovatipsa rashleighana (Melvill, 1888)

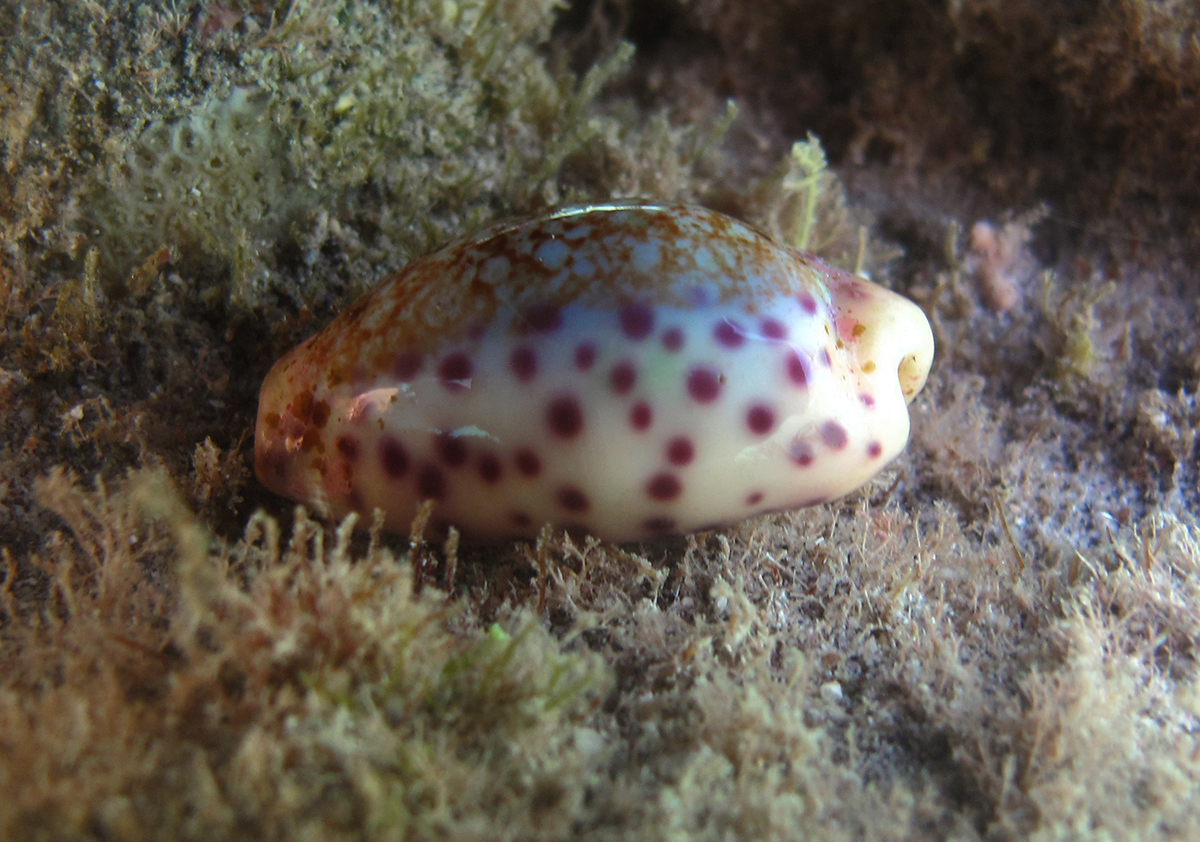
Ovatipsa chinensis à la Réunion.
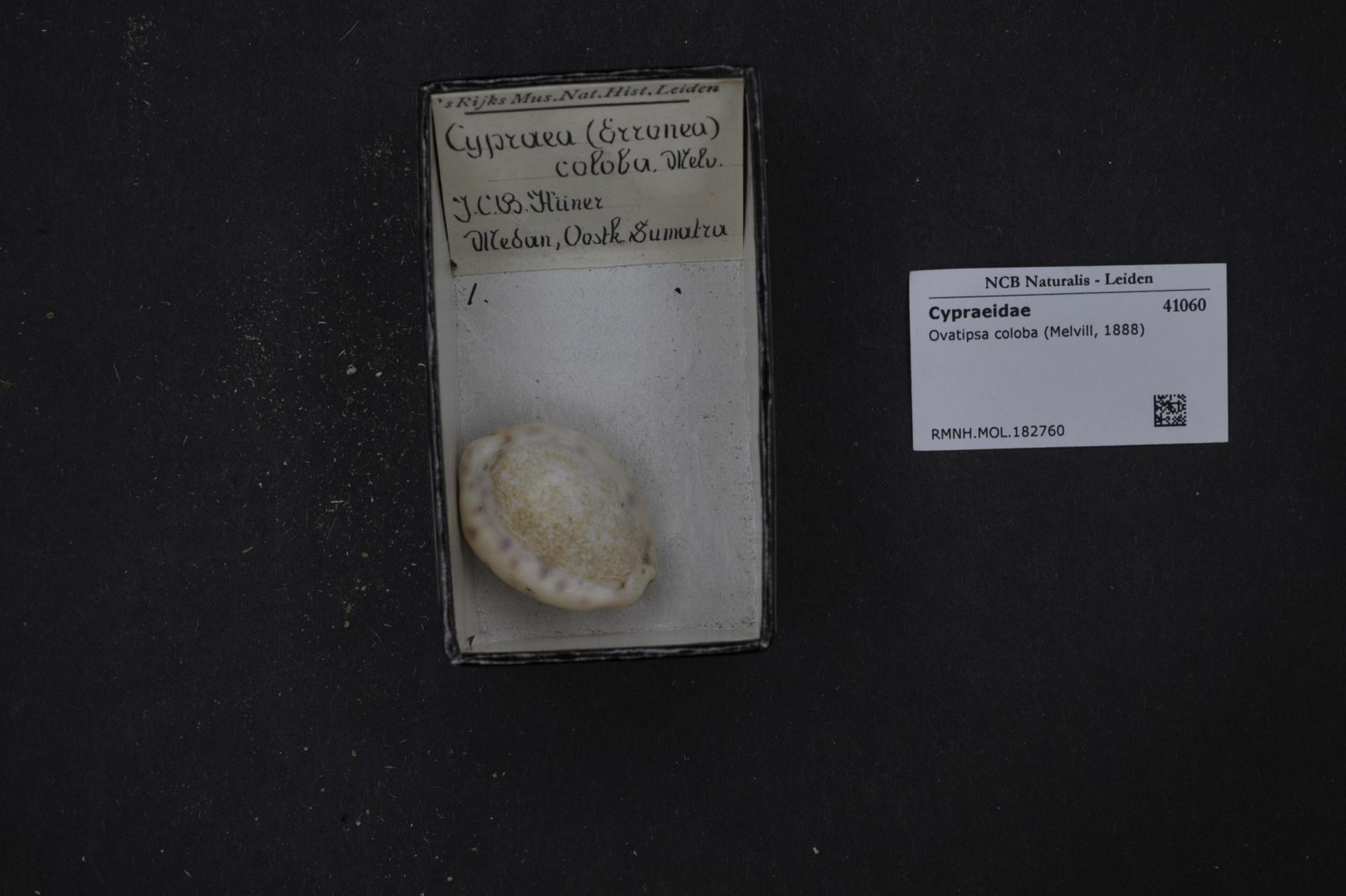
Ovatipsa coloba